# بروتوكول قرطاجنة بشأن السلامة الأحيائية
بروتوكول قرطاجنة بشأن السلامة الأحيائية (بالإنجليزية: Cartagena Protocol on Biosafety)‏ التابع لاتفاقية التنوع البيولوجي هو اتفاق دولي بشأن السلامة الأحيائية كتكملة لاتفاقية التنوع البيولوجي. يسعى بروتوكول السلامة الأحيائية لحماية التنوع البيولوجي من المخاطر المحتملة التي تشكلها الكائنات الحية المعدلة وراثيا الناتجة عن التكنولوجيا الحيوية الحديثة.
بروتوكول السلامة الأحيائية يجعل من الواضح أن المنتجات من التكنولوجيات الجديدة يجب أن تقوم على مبدأ الحيطة والسماح للدول النامية تحقيق التوازن بين الصحة العامة ضد الفوائد الاقتصادية. يسمح للبلدان فرض حظر على الواردات من الكائنات المعدلة وراثيا إذا شعروا بعدم كفاية الأدلة العلمية حول أمان المنتج ويتطلب من المصدرين تسمية شحنات تحتوي على السلع المعدلة وراثيا مثل الذرة أو القطن.
وفقا لأحكام المادة 37 دخل البروتوكول حيز النفاذ في 11 سبتمبر 2003. اعتبارا من يناير 2015 صدق على البروتوكول 169 طرف يشمل 166 دولة عضو في الأمم المتحدة ونييوي وفلسطين والاتحاد الأوروبي.

## الهدف
وفقا للنهج الوقائي الوارد في المبدأ 15 من إعلان ريو بشأن البيئة والتنمية فإن الهدف من البروتوكول هو المساهمة في ضمان مستوى ملائم من الحماية في مجال أمان نقل ومناولة واستخدام «حي محور الكائنات الحية الناتجة عن التكنولوجيا الحيوية الحديثة» التي قد يكون لها آثار ضارة على الحفظ والاستعمال المستدام للتنوع البيولوجي مع مراعاة المخاطر على صحة الإنسان والتركيز بشكل خاص على الحركات العابرة للحدود (المادة 1 من البروتوكول، أمانة اتفاقية التنوع البيولوجي 2000).

## الكائنات الحية المحورة
يحدد البروتوكول على «الكائن الحي المحور» مثل أي كائن حي يمتلك تركيبة جديدة من مواد جينية تم الحصول عليها من خلال استخدام التكنولوجيا الحيوية الحديثة و«كائن حي» يعني أي كيان بيولوجي قادر على نقل أو مضاعفة المادة الوراثية بما في ذلك الكائنات العقيمة والفيروسات وأشباه الفيروسات. تعرف «التكنولوجيا الحيوية الحديثة» في بروتوكول يعني تطبيق في المختبر تقنيات الحمض النووي أو اندماج الخلايا خارج نطاق العائلة التصنيفية وأن التغلب على حواجز التكاثر أو إعادة التركيب الفسيولوجية الطبيعية وليست التقنيات المستخدمة في التربية والانتخاب. «منتجات الكائن الحي المحور» تعرف بأنها المواد المعالجة التي تعود في الأصل لكائن حي محور تحتوي على ائتلافات جديدة يمكن كشفها لمواد جينية قابلة للمضاعفة تم الحصول عليها من خلال استخدام التكنولوجيا الحيوية الحديثة (على سبيل المثال الطحين من الذرة). الكائن الحي المحور المراد استخدامه مباشرة كأغذية أو كأعلاف أو للتجهيز: عبارة عن السلع الزراعية من المحاصيل المعدلة وراثيا. عموما فإن مصطلح «الكائنات الحية المحورة» ما يعادل لكائن معدل وراثيا لا تميز بين هذه الشروط ولم تستخدم مصطلح «الكائن المعدل وراثيا».

## النهج التحوطي
كان أحد نتائج مؤتمر الأمم المتحدة المعني بالبيئة والتنمية (المعروف أيضا باسم قمة الأرض) الذي عقد في ريو دي جانيرو بالبرازيل في يونيو 1992 بشأن البيئة والتنمية الذي يحتوي على 27 مبدأ لدعم التنمية المستدامة. المعروف باسم المبدأ التحوطي فإن خمسة عشر مبدأ تنص على «من أجل حماية البيئة تطبق على نطاق واسع النهج التحوطي من الدول وفقا لقدراتها. حيثما توجد تهديدات بحدوث ضرر جسيم أو لا رجعة فيه وعدم اليقين العلمي الكامل لا يجوز استخدامها كسبب لتأجيل اتخاذ تدابير فعالة من حيث التكلفة لمنع التدهور البيئي».
تنعكس عناصر النهج التحوطي في عدد من أحكام البروتوكول مثل:
- الديباجة إعادة التأكيد على «النهج التحوطي الوارد في المبدأ 15 من إعلان ريو بشأن البيئة والتنمية».
- المادة 1 تشير إلى أن الهدف من البروتوكول هو «وفقا للنهج التحوطي الوارد في المبدأ 15 من إعلان ريو بشأن البيئة والتنمية».
- المادة 10.6 و 11.8 التي تنص على «عدم وجود اليقين العلمي نتيجة لعدم كفاية المعلومات العلمية ذات الصلة والمعرفة فيما يتعلق بمدى حدة الآثار الضارة المحتملة من الكائنات الحية المحورة على التنوع البيولوجي مع مراعاة المخاطر على صحة الإنسان ولا يجوز أن يمنع أي طرف من الاستيراد من اتخاذ قرار حسب الاقتضاء فيما يتعلق بالواردات من الكائنات الحية المحورة المعنية من أجل تجنب أو تقليل الآثار الضارة المحتملة».
- المرفق الثالث بشأن تقييم المخاطر والتي تشير إلى أن «عدم وجود المعرفة العلمية أو توافق الآراء العلمية لا ينبغي بالضرورة أن يفسر على أنه يشكل مستوى معين من المخاطر وعدم وجود مخاطر أو وجود مخاطر مقبولة».

## التطبيق
يطبق البروتوكول على النقل عبر الحدود والعبور ومناولة واستخدام جميع الكائنات الحية المحورة التي قد يكون لها آثار ضارة على حفظ واستدامة استخدام التنوع البيولوجي مع مراعاة المخاطر على صحة الإنسان (المادة 4 من البروتوكول، أمانة اتفاقية التنوع البيولوجي 2000).

## الأطراف وغير الأطراف
يطلق على الهيئة الإدارية للبروتوكول لمؤتمر الأطراف في الاتفاقية العامل بوصفه اجتماع الأطراف في البروتوكول. تتمثل المهمة الرئيسية لهذه الهيئة هو استعراض تنفيذ البروتوكول واتخاذ القرارات اللازمة لتعزيز عملياتها الفعالة. لا يمكن إلا أن يكون اتخاذ القرارات بموجب البروتوكول من جانب الأطراف في البروتوكول. يجوز للأطراف في الاتفاقية التي ليست أطرافا في البروتوكول أن تشارك بصفة مراقب فقط في أعمال الاجتماعات.
عناوين البروتوكول التزامات الأطراف فيما يتعلق بالنقل عبر الحدود للكائنات الحية المحورة من وإلى غير الأطراف في البروتوكول. يجب أن يتم الحركات العابرة للحدود بين الأطراف وغير الأطراف بطريقة تتفق مع الهدف من البروتوكول. يلزم الأطراف إلى تشجيع غير الأطراف على الانضمام إلى البروتوكول وتقديم المعلومات إلى غرفة تبادل معلومات السلامة الأحيائية.

## العلاقة مع منظمة التجارة العالمية
هناك عدد من الاتفاقيات في إطار منظمة التجارة العالمية مثل الاتفاق على تطبيق التدابير الصحية وتدابير الصحة النباتية والاتفاق بشأن الحواجز التقنية أمام التجارة والاتفاق على الجوانب المتصلة بتجارة حقوق الملكية الفكرية وتشتمل على أحكام ذات الصلة في البروتوكول. الدول المصدقة على البروتوكول:
- تعترف بأن اتفاقات التجارة والبيئة يجب أن تكون داعمة بعضها بعضا.
- التأكيد على أن البروتوكول لا يتم تأويله على أنه يخول التغيير في الحقوق والالتزامات المنصوص عليها في أية اتفاقات القائمة.
- نفهم أن السرد الوارد أعلاه لا يهدف إلى إلحاق البروتوكول بالاتفاقات الدولية الأخرى.

## الملامح الرئيسية

### نظرة عامة على الميزات
بروتوكول السلامة الأحيائية يعزز بوضع قواعد وإجراءات لنقل ومناولة واستخدام الكائنات الحية المحورة مع التركيز بصفة خاصة على النقل عبر الحدود للكائنات الحية المحورة. تضم مجموعة من الإجراءات بما في ذلك واحدة للكائنات الحية المحورة التي سيتم ادخالها عمدا في البيئة والتي تسمى إجراءات الاتفاق المسبق عن علم وواحدة للكائنات الحية المحورة التي يعتزم استخدامها مباشرة كأغذية أو كأعلاف أو للتجهيز. يجب على الأطراف في البروتوكول ضمان أن يتم التعامل مع الكائنات الحية المحورة وتعبئتها ونقلها في ظل ظروف السلامة. علاوة على ذلك يجب أن يصاحب الشحنة للكائنات الحية المحورة أن تنقل عبر الحدود عن طريق تحديد الوثائق المناسبة من بين أمور أخرى والهوية للكائنات الحية المحورة ونقطة الاتصال للحصول على مزيد من المعلومات. تم تصميم هذه الإجراءات والمتطلبات اللازمة لتزويد الأطراف المستوردة بالمعلومات اللازمة لاتخاذ قرارات مستنيرة حول ما إذا كان أو لم يكن لقبول واردات الكائنات الحية المحورة والتعامل معها بطريقة آمنة.
طرف الاستيراد يتخذ قراراته وفقا لتقييم المخاطر السليمة علميا. يحدد البروتوكول مبادئ ومنهجيات حول كيفية إجراء تقييم المخاطر. في حالة عدم كفاية المعلومات العلمية ذات الصلة والمعرفة يجوز لطرف الاستيراد استخدام التحوط في اتخاذ قراراتهم على الاستيراد. يجوز للأطراف أيضا أن تأخذ بعين الاعتبار بما يتفق مع التزاماتها الدولية والاعتبارات الاجتماعية والاقتصادية في التوصل إلى قرارات بشأن استيراد الكائنات الحية المحورة.
يجب على الأطراف أيضا أن تعتمد على تدابير لإدارة أي مخاطر يحددها تقييم المخاطر ويجب اتخاذ الخطوات اللازمة في حال إطلاق عرضي للكائنات الحية المحورة.
لتسهيل تنفيذها ينص البروتوكول على تبادل معلومات السلامة الأحيائية للأطراف لتبادل المعلومات ويحتوي على عدد من الأحكام الهامة بما في ذلك بناء القدرات وهي الآلية المالية وإجراءات الامتثال والمتطلبات اللازمة لتوعية الجمهور ومشاركته.

### إجراءات لنقل الكائنات الحية المحورة عبر الحدود

#### الاتفاق المسبق عن علم
ينطبق على «الاتفاق المسبق عن علم» الإجراء الأول بالنقل المقصود عبر الحدود للكائنات الحية المحورة لإدخالها قصدا في بيئة طرف الاستيراد. وهو يتضمن أربعة عناصر: إخطار من طرف التصدير أو المصدر واعتراف استلام الإخطار المقدم من طرف الاستيراد وإجراءات القرار وفرصة لإعادة النظر في القرارات. الغرض من هذا الإجراء هو ضمان أن للبلدان المستوردة على حد سواء الفرصة والقدرة على تقييم المخاطر التي قد تترافق مع الكائنات الحية المحورة قبل الموافقة على وارداتها. يجب على طرف الاستيراد بيان الأسباب التي تستند قراراته (إلا الموافقة غير المشروطة). يجوز للطرف الاستيراد في أي وقت في ضوء المعلومات العلمية الجديدة ومراجعة وتغيير أي قرار. يجوز للطرف التصدير أو المخطر أن يطلب من الطرف المستورد مراجعة قراراتها.
ومع ذلك لا ينطبق إجراء بروتوكول لفئات معينة من الكائنات الحية المحورة:
- الكائنات الحية المحورة في العبور.
- الكائنات الحية المحورة الموجهة للاستخدام المعزول.
- الكائنات الحية المحورة المراد إستخدامها مباشرة كأغذية أو كأعلاف أو للتجهيز.

بينما لا ينطبق إجراء البروتوكول لفئات معينة من الكائنات الحية المحورة على الأطراف الحق في تنظيم الاستيراد على أساس التشريعات المحلية. هناك أيضا العلاوات في البروتوكول لإعلان بعض الكائنات الحية المحورة معفاة من تطبيق إجراء الموافقة المسبقة عن علم.

#### الكائنات الحية المحورة المراد كأغذية أو كأعلاف أو للتجهيز
الكائنات الحية المحورة المراد استخدامها مباشرة كأغذية أو كأعلاف أو تجهيز تمثل فئة كبيرة من السلع الزراعية. البروتوكول بدلا من استخدام الإجراء يضع تبسيط إجراءات النقل عبر الحدود للكائنات الحية المحورة. بموجب هذا الإجراء يجب على الحزب إبلاغ الأطراف الأخرى من خلال تبادل معلومات السلامة الأحيائية خلال 15 يوما بقرارها بشأن الاستخدام المحلي للكائنات الحية المحورة التي قد تكون خاضعة للنقل عبر الحدود.
الكائنات الحية المحورة تؤخذ القرارات من قبل طرف الاستيراد على وجود أو عدم قبول استيراد بموجب إطاره التنظيمي المحلي بما يتوافق مع الهدف من البروتوكول. يجوز لبلد نام طرف أو لطرف يمر الاقتصاد بمرحلة انتقالية في غياب الإطار التنظيمي الداخلي أن يعلن عن طريق تبادل معلومات السلامة الأحيائية أن قراراتها على استيراد الأول للكائنات الحية المحورة سيتم اتخاذها وفقا لتقييم المخاطر المنصوص عليها في البروتوكول والإطار الزمني لعملية صنع القرار.

### المناولة والنقل والتعبئة وتحديد الهوية
ينص البروتوكول على المتطلبات العملية التي تعتبر مساهمة في حركة آمنة للكائنات الحية المحورة. مطلوب من الأطراف اتخاذ تدابير لأمان المناولة والتعبئة والنقل للكائنات الحية المحورة التي تخضع للنقل عبر الحدود. يحدد بروتوكول المتطلبات على تحديد عن طريق تحديد ما هي المعلومات التي يجب توفيرها في الوثائق التي ينبغي أن تصاحب شحنات عبر الحدود للكائنات الحية المحورة. كما أنه يترك مجالا لتطوير المستقبل المحتملة للمعايير المناولة والتعبئة والتغليف والنقل وتحديد الكائنات الحية المحورة من قبل اجتماع الأطراف في البروتوكول.
مطلوب من كل طرف اتخاذ تدابير تكفل أن الكائنات الحية المحورة الخاضعة للنقل المقصود عبر الحدود ويرافقه وثائق تحديد الكائنات الحية المحورة وتقديم تفاصيل الاتصال من الأشخاص المسؤولين عن هذه الحركة. تفاصيل هذه المتطلبات تختلف وفقا للاستخدام المقصود للكائنات الحية المحورة وفي حالة الكائنات الحية المعدلة للأغذية والأعلاف أو للتجهيز وأنها ينبغي مواصلة تناولها من قبل الهيئة الإدارية للبروتوكول.
اعتمد الاجتماع الأول للأطراف قرارات تحدد متطلبات تحديد لفئات مختلفة من الكائنات الحية المحورة. ومع ذلك فشل الاجتماع الثاني للأطراف التوصل إلى اتفاق بشأن المتطلبات التفصيلية لتحديد الكائنات الحية المحورة المعدة للاستخدام المباشر كغذاء وعلف أو للتجهيز وسوف تحتاج إلى إعادة النظر في هذه المسألة في اجتماعها الثالث في مارس 2006.

### تبادل معلومات السلامة الأحيائية
أنشأ البروتوكول تبادل معلومات السلامة الأحيائية من أجل تيسير تبادل المعلومات العلمية والتقنية والبيئية والقانونية والخبرات في مجال الكائنات الحية المحورة ولمساعدة الأطراف على تنفيذ البروتوكول. وافق الاجتماع الأول للأطراف الانتقال من المرحلة التجريبية إلى المرحلة التشغيلية بالكامل واعتمدت طرائق لعملياتها.